# Stocktapetserarbi
Stocktapetserarbi (Megachile willughbiella) är en art i överfamiljen bin och familjen buksamlarbin.

## Underarter
Megachile willughbiella kudiensis Cockerell, 1924

Megachile willughbiella munakatai Hirashima and Maeta, 1974

Megachile willughbiella sumizome Hirashima and Maeta, 1974

Megachile willughbiella willughbiella' (Kirby, 1802)

Megachile willughbiella zeraldae Tkalcu, 1988

Megachile willughbiella janssoni (gutetapetserarbi)

## Beskrivning
Grundfärgen är svart, men kroppen har behåring i olika färger, till viss del olika mellan hona och hane. Huvud, mellankropp och tergit 1 till 3 har ljusbruna hår, medan tergit 4 till 5 är svarthåriga med smala, ljusa bakkanter. Tergit 6 har svarta, borstiga hår. Bukens scopa hos honan, hårborsten som används för polleninsamling, är röd på den främre delen, men svart på de två sista sterniterna. Bortsett från bukens hårborste har hanen en liknande teckning som honan, men känns igen på de blekvita, förstorade frambenen.
På bland annat Irland finns dock en färgform vars bukborste är helröd. På Gotland finns en underart, Megachile willughbiella janssoni, som är endemisk för ön. Honorna av denna har grå och svart päls, samt en bukborste utan svarta inslag. Kroppslängden hos honan  uppgår till mellan 12 och 15 mm, hos hanen mellan 13 och 14 mm.

## Ekologi
Stocktapetserarbiet finns i habitat som skogsbryn, skogsvägar, kalhyggen, parker, trädgårdar, trädesåkrar, gläntor, gräsmarker, och ruderatmark där det finns lämpliga substrat för bobyggnad.                 
Under flygtiden, som varar från juni till mitten av augusti, besöker arten blommor från ett flertal familjer, främst ärtväxter, men även korgblommiga växter och klockväxter (blåklockor). Den besöker även vissa rosväxter som björnbär. På kontinenten kan arten ha en andra generation, som flyger fram till september.

### Fortplantning
Larvbona anläggs i murket trä, trädgårdar, i existerande hålrum som fogar i väggar, gamla insektsgångar, i torv samt rotfilt i blomkrukor, i jorden, och till och med i en outnyttjad trädgårdsslang. Som alla tapetserarbin fodrar honan larvkamrarna med blad. Det är inte ovanligt med en primitiv, social struktur, där flera honor delar på ett bosystem där de har en gemensam ingång medan honorna har varsin bogång med larvceller. Larven övervintrar som passiv vilolarv. Det förekommer att boparasiterna lansettkägelbi, konkägelbi och långkägelbi lägger sina ägg i boets larvceller. Den resulterande larven dödar värdägget eller -larven, och lever sedan av den insamlade näringen.

## Utbredning
Artens utbredningsområde sträcker sig från Irland, Storbritannien och Kanalöarna i nordväst, samt Spanien i sydväst, över Nord-, Mellaneuropa och Sydeuropas bergstrakter till Japan i öster.
I Sverige finns arten från Skåne till Norrbotten, i Norrland dock främst i den östra delen.
I Finland förekommer den från Åland och sydkusten upp till Mellersta Österbotten, med enstaka observationer öster och norr därom (Kajanaland, Norra Österbotten och sydvästra Lappland).
Stocktapetserarbiet är generellt sett en vanlig art, som är klassificerad som livskraftig (LC) både globalt, i Sverige och i Finland.